# Matteo Bonechi

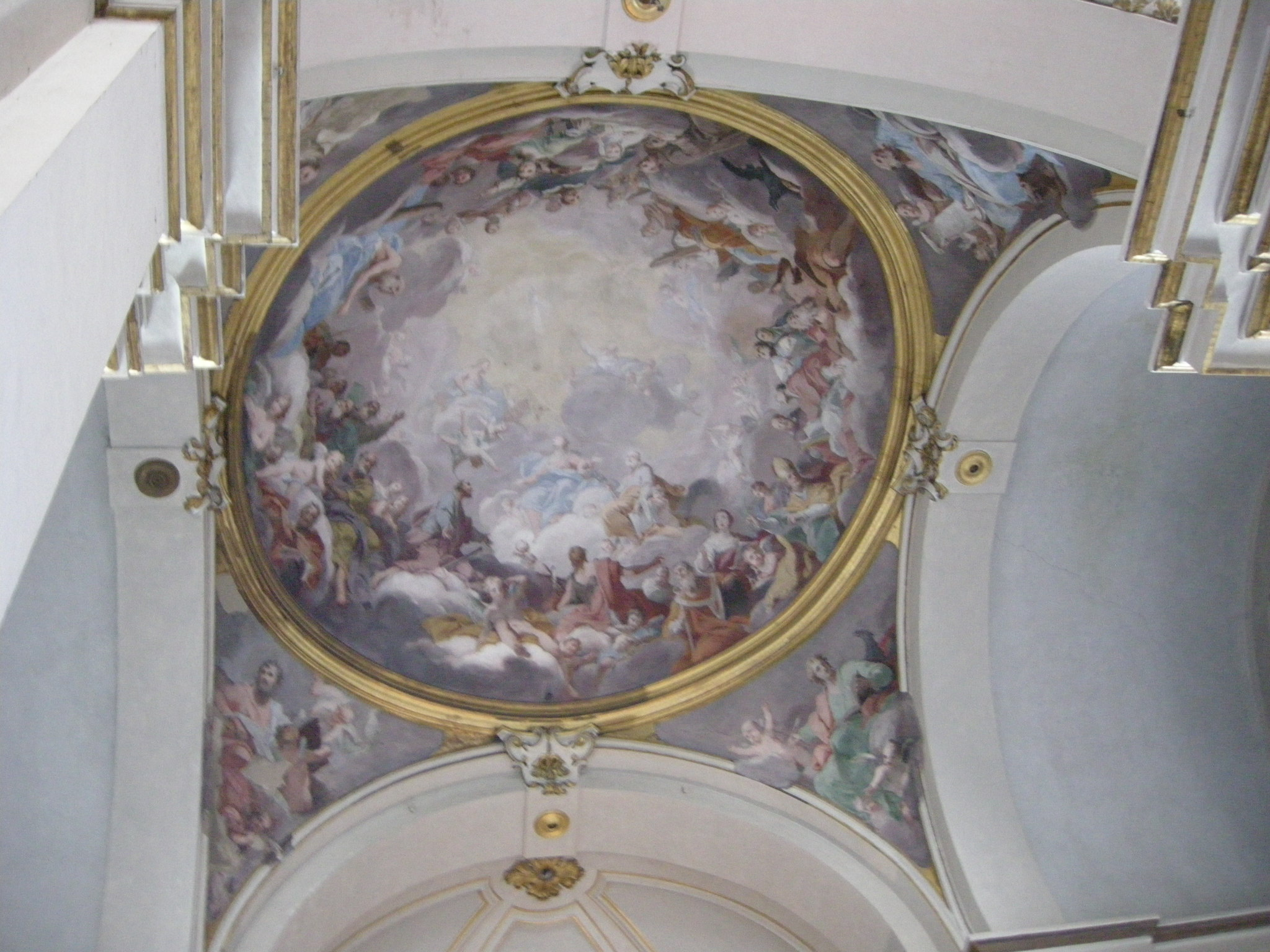
Cupola di San Jacopo Sopr'Arno

Matteo Bonechi (Firenze, 8 novembre 1669 – Firenze, 27 febbraio 1756) è stato un pittore italiano.

## Biografia e opere
Matteo Bonechi fu un pittore d'affresco di scuola fiorentina del primo Settecento, lo ritroviamo, in gioventù allievo di Francesco Botti, ma una maggiore influenza la subì da Giovanni Camillo Sagrestani, forse il più importante frescante fiorentino della generazione precedente. Il Lanzi invece, data la vicinanza dello stile, lo indica proprio come alunno di Sagrestani.
(Luigi Lanzi, Storia pittorica dell'Italia dal risorgimento delle Belle Arti fin quasi al fine del secolo XVIII)

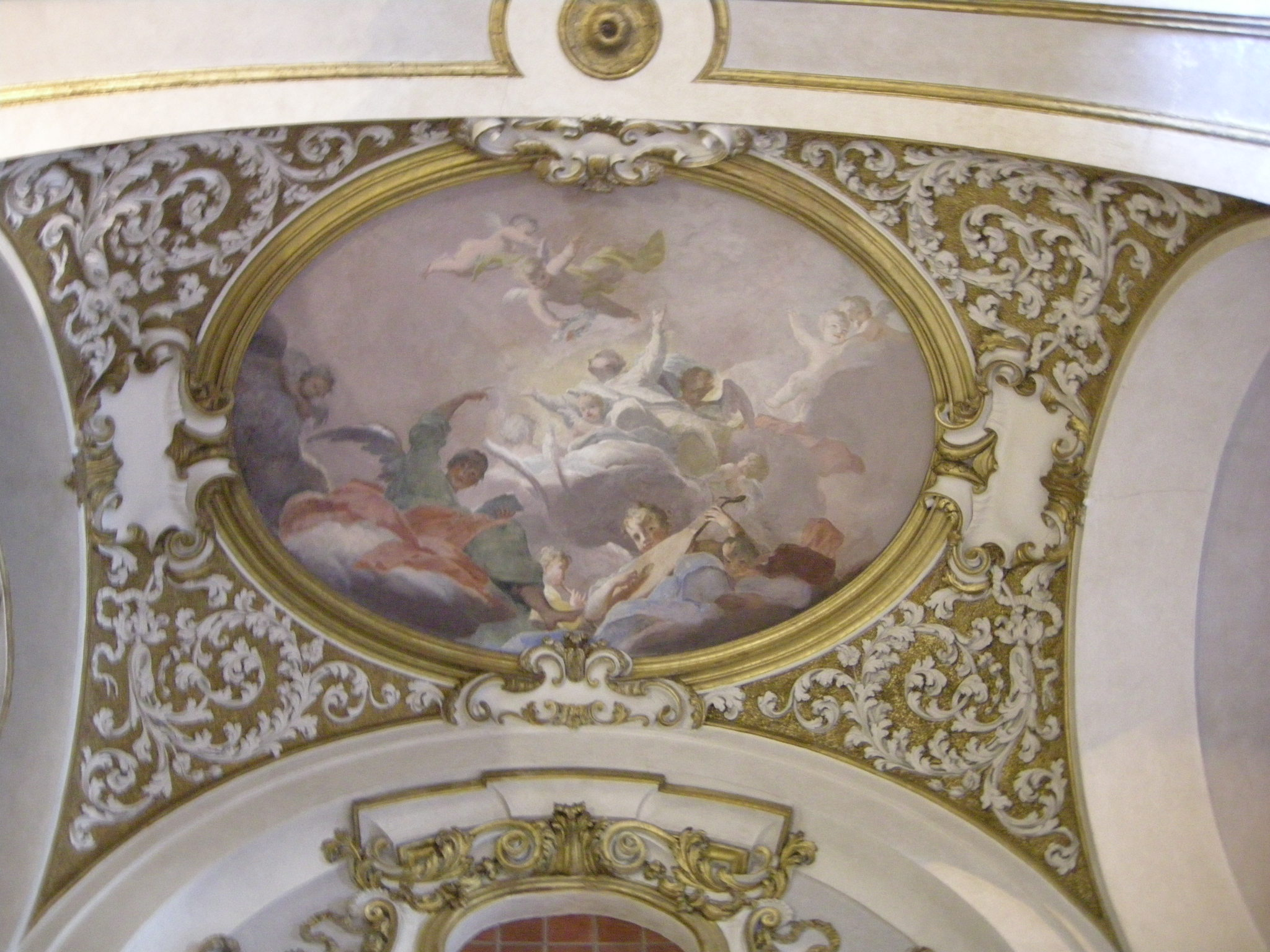
Affresco della cupola di San Jacopo Sopr'Arno

Fra i suoi primi affreschi quelli della Chiesa di San Domenico di Fiesole, in collaborazione coi quadraturisti Lorenzo del Moro e Rinaldo Botti del 1706.
Fra i suoi affreschi vanno citati quelli per la cupola del Santuario di Santa Verdiana a Castelfiorentino (1716 - 1717), mentre a Firenze affrescò la Chiesa di San Jacopo Sopr'Arno, dove si trovano anche due sue tondi su tela con Abramo e i tre angeli e Storie della vita di San Francesco, del 1718. Ancora a Firenze suoi affreschi si trovano nel Conservatorio di Sant'Agnese, nella chiesa della Compagnia di Sant'Agostino a Legnaia datati 1724, nella chiesa di Santa Maria del Suffragio al Pellegrino con affreschi del 1734 - 1735 e quelli della chiesetta di Sant'Egidio interna dell'antico Ospedale di Santa Maria Nuova decorato dal quadraturista Giuseppe Tonelli.
Fu chiamato ad affrescare anche palazzi nobiliari fiorentini come Palazzo Gondi, Palazzo Capponi all'Annunziata, insieme al Sagrestani, Palazzo Buondelmonti, dove operò con in quadraturisti Benedetto Fortini e Dionisio Predellini. In seguito affrescò anche Palazzo Guicciardini-Altoviti, detto dei "Visacci".
Nel suo periodo maturo si staccò dalla pittura del Sagrestani trovando una sua dimensione personale più protesa al classicismo. Fra le sue opere mature ci sono gli affreschi per il Capitolo dell'Annunziata del 1722 e quello per Palazzo Cerretani datato 1730.
Del 1722 è l'affresco dell'altare maggiore della Collegiata di San Lorenzo a Montevarchi, imbiancati alla fine del '700 e recuperati con un restauro nel 1968.
Nella chiesa di San Frediano in Cestello dipinse nei pennacchi della cupola le figure delle Virtù, sotto l'affresco di Anton Domenico Gabbiani.
Fra i suoi allievi ricordiamo Sigismondo Betti. Il Bonechi morì ottuagenario come ci riferisce l'Inghirami:
(Francesco Inghirami, Storia della Toscana (1843))

## Altre opere

### Firenze
- Chiesa dei Santi Apostoli - Affresco della volta della seconda cappella a sinistra, Apoteosi di Santa Giovanna di Chantal
- Chiesa di Sant'Egidio - Affresco della volta, Madonna in gloria (con quadrature di Giuseppe Tonelli)
- Chiesa di San Filippo Neri, affresco Crocifissione (1729)
- Villa Poggio Torselli, affreschi

### Fuori Firenze
- Conservatorio di Santa Elisabetta, Barga, Madonna con bambino e santi
- Villa la Quiete, affresco Il Paradiso
- Chiesa di Santa Lucia a Monteorlando, Signa, affreschi
- Cattedrale di San Zeno, Pistoia, Martirio di San Bartolomeo